# Synagoga im. Chaskela Bessera w Katowicach
Synagoga im. Chaskiela Bessera w Katowicach, także zwana Synagogą Małą – gminny dom modlitwy znajdujący się w Katowicach przy ulicy 3 Maja 16. Jest to jedyna synagoga w mieście, gdzie siedzibę ma także Gmina Wyznaniowa Żydowska w Katowicach i oddział Towarzystwa Społeczno-Kulturalnego Żydów w Polsce.
Dom modlitwy został założony w marcu 2010 roku, przeniesiony z dawnego lokalu mieszczącego się przy ulicy Młyńskiej 13. 1 września 2010 roku nastąpiła uroczystość nadania sali modlitwy imienia rabina Chaskela Bessera (1923–2010), który urodził się i wychował w Katowicach. 
Dom modlitwy ma powierzchnię kilkunastu metrów kwadratowych. Nabożeństwa odbywają się regularnie we wszystkie szabaty oraz święta.